# 伊莎贝尔·纽斯特德
伊莎贝尔·纽斯特德（英語：Isabel Newstead，1955年5月3日—2007年1月18日），英国女子射击、游泳、田径运动员。她曾代表英国参加1980年、1984年、1988年、2000年和2004年夏季残疾人奥林匹克运动会，获得十枚金牌、四枚银牌和四枚铜牌。